# Chemin de fer de Benguela
Pour les articles homonymes, voir CFB.

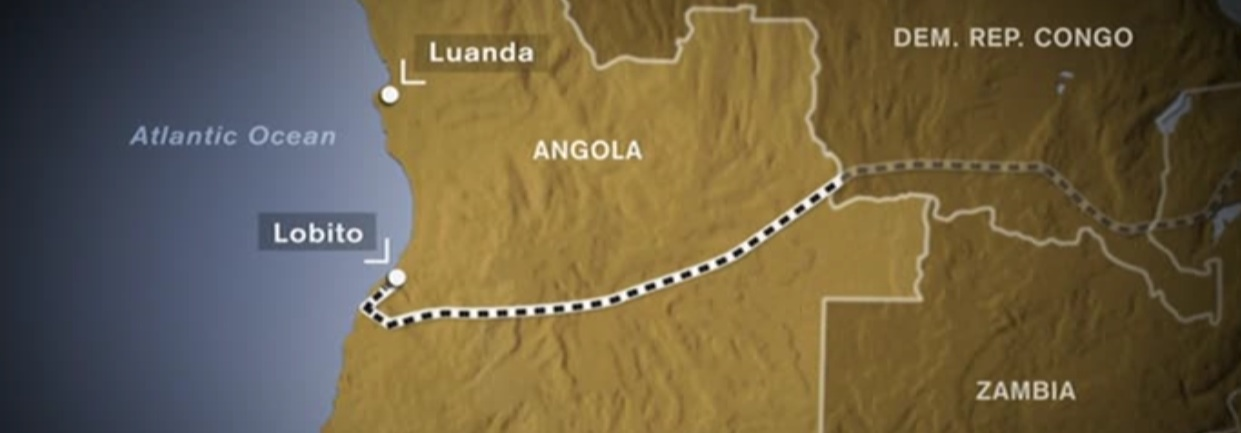
Carte du chemin de fer de Benguela.

Le chemin de fer de Benguela (CFB; en portugais : Caminho de Ferro de Benguela), aussi appelé chemin de fer Katanga-Benguela, est une ligne de chemin de fer qui traverse la région centrale de l'Angola et le sud de la République démocratique du Congo, dans une direction d'ouest en est. Cette ligne constitue la plus grande et la plus importante voie ferrée du sud-ouest de l'Afrique. Il se connecte de la ville de Lobito, en Angola, à la ville de Tenke, au Congo, où il se connecte au Chemin de fer Le Cap – Le Caire (Kindu-Congo à Port Elizabeth-Afrique du Sud).
Son terminal est le port de Lobito, sur la côte atlantique, d'où s'exporte toutes sortes de produits, du minerai aux aliments, aux composants industriels, aux cargaisons vivantes, etc.
Sa compagnie qui l'exploite dans la section angolaise de Lobito à Luau, est la Compagnie de chemin de fer Benguela-E.P.. Le tronçon de Dilolo à Tenke est administré par la Société nationale des chemins de fer du Congo,,.

## Connexions
Le CFB relie le port de Lobito sur l'Atlantique, en Angola, au réseau ferroviaire de la province du Katanga, en République démocratique du Congo, et à la Zambie.
Par la circulation à travers la Zambie vers Beira et Dar es Salaam sur l'océan Indien, le chemin de fer de Benguela est un élément d'une ligne transcontinentale. Il est aussi raccordé, indirectement, au système ferroviaire d'Afrique du Sud.

## Histoire

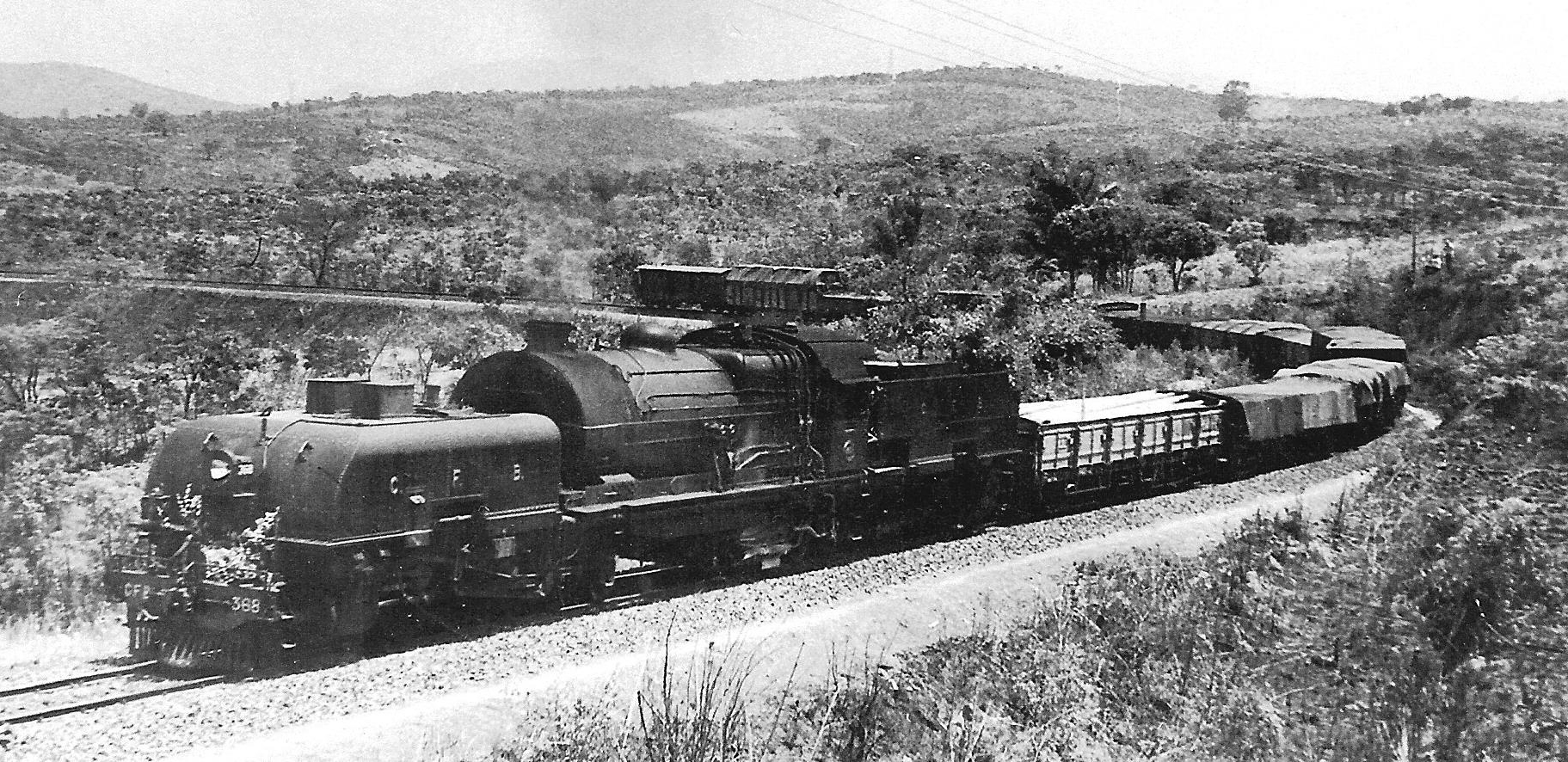
Train de marchandises tracté par une locomotive Garrat CFB en Angola

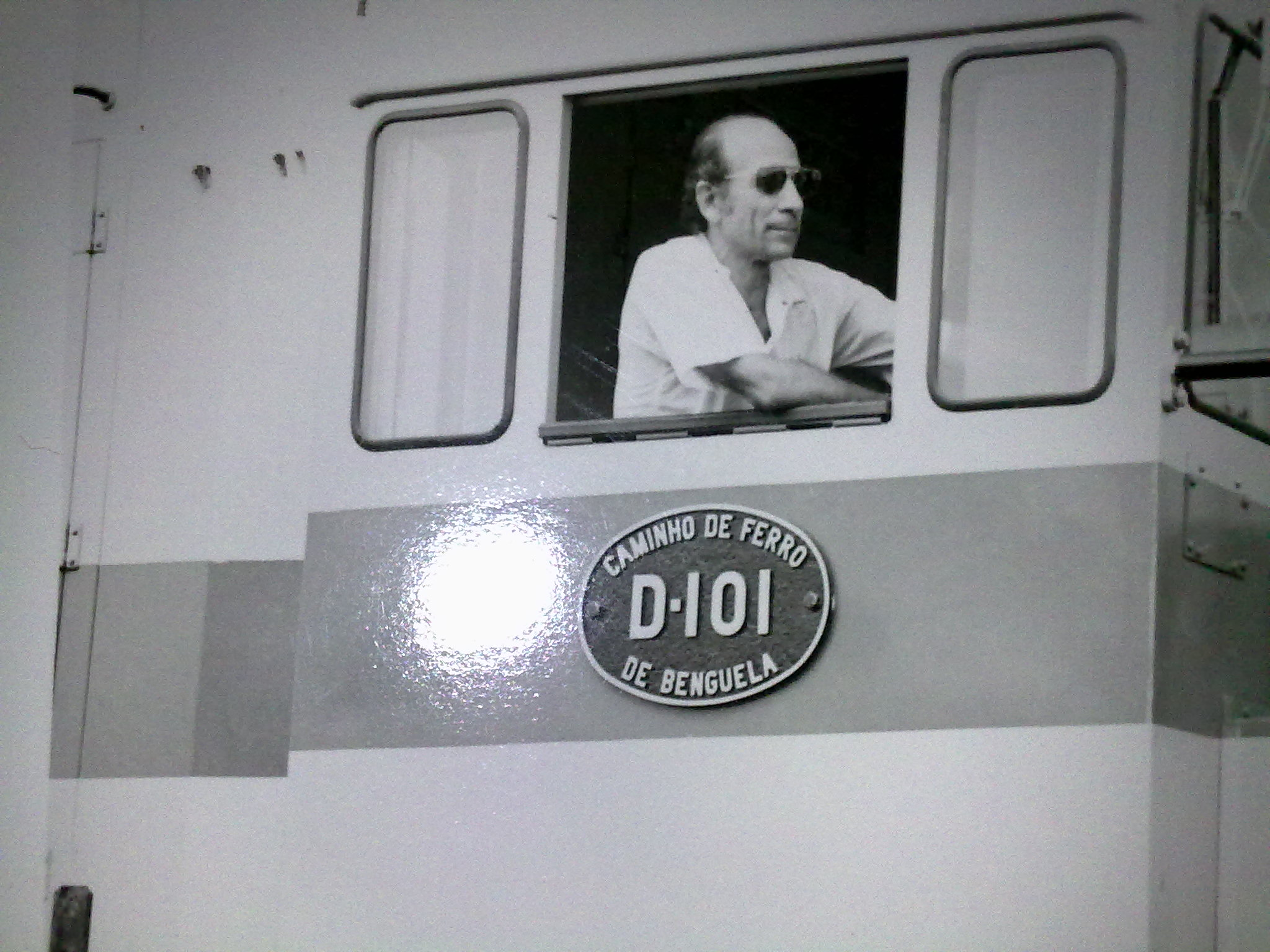
Conducteur de train exploitant une locomotive diesel sur le chemin de fer de Benguela en 1973.

Le 17 août 1899, un conseil administratif lança une mission d'étude pour la construction du chemin de fer pour accéder à l'arrière-pays et aux gisements minéraliers du Congo belge. Le 28 novembre 1902, Sir Robert Williams, qui était l'ami de Cecil Rhodes, obtient une concession de 99 ans et entreprend la construction du rail qui commence le 1er mars 1903. Le 21 septembre 1912, l'exploitation ferroviaire se fait jusque Huambo. Pour des raisons financières, les travaux ne reprennent qu'en 1920 à partir de Chinguar, et la liaison vers Luau à la frontière du Congo est terminée le 29 août 1928. Le 1er juillet 1931, la ligne Lobito-Dilolo-Tenke-Elisabethville est opérationnelle et se révèle très profitable. En 1960, le tonnage des marchandises transportées atteint 925 000 tonnes en transit et 900 000 tonnes en trafic interne. La guerre d'indépendance déclenchée en 1961 provoque l'arrêt du trafic passager en provenance du Katanga fin 1967 - début 1968. Après l'indépendance, la guerre civile angolaise entraîne, en août 1975, l'arrêt de l'exploitation, et une grande partie de l'infrastructure est endommagée ou détruite. 

## Relance
Après que la concession à la société privée Caminho de ferro de Benguela SARL soit échue en 2001, le gouvernement angolais reprend la ligne et forme l'entreprise Caminho de ferro de Benguela E.P., entreprise publique dépendant directement du ministère de transport. 
La conclusion de la paix en 2003 permet finalement d'entamer la reconstruction des lignes ferroviaires d'Angola, et aussi du Chemin de fer de Benguela. En 2006, la China Railway 20 Bureau Group Corporation commence la réhabilitation de 1 344 km de voie entre Lobito et Luau.
En août 2011, l'exploitation commerciale du tronçon entre Benguela et Huambo reprend. À cette fin, des gares ferroviaires sont construites pour le chargement de marchandises et de personnes à Benguela et Huambo. En 2011, une fabrique de production de traverses est construite à Luena dans la province de Moxico avec la capacité de 50 000 traverses par an.
En 2012, l'exploitation commerciale du port de Lobito reprend, et la ligne s'étend de nouveau à Luena. En 2015, la ligne couvre finalement l'ensemble du territoire angolais, atteignant à nouveau la ville de Luau.
Le 3 octobre 2019, la liaison Lobito-Luau entièrement rénovée est officiellement livrée par le consortium chinois.
En mars 2018, le transport de minerai en provenance du Congo reprend par l'acheminement d'un millier de tonnes de concentré de manganèse depuis Kisenge. Par contre, il n'y a toujours pas de trains de marchandises en provenance de Kolwezi vu l'état du tronçon Kolwezi-Dilolo et la décrépitude du matériel ferroviaire congolais.
En 2022, une concession de 30 ans est accordé au consortium Lobito Atlantic Railways, qui regroupe des entreprises européennes dont Trafigura. La concession porte sur l'exploitation de la ligne de chemin de fer et sur le terminal  minéralier du port de Lobito. Les observateurs craignent que cette concession favorise le transport de minerais au détriment des autres marchandises et des passagers. La modernisation de la ligne et l'achat de locomotives sont financés en juillet 2024 par un prêt américain de 553 millions de dollars et par un prêt de 200 millions d'euros par la Banque de développement d'Afrique du Sud.

## Gares principales

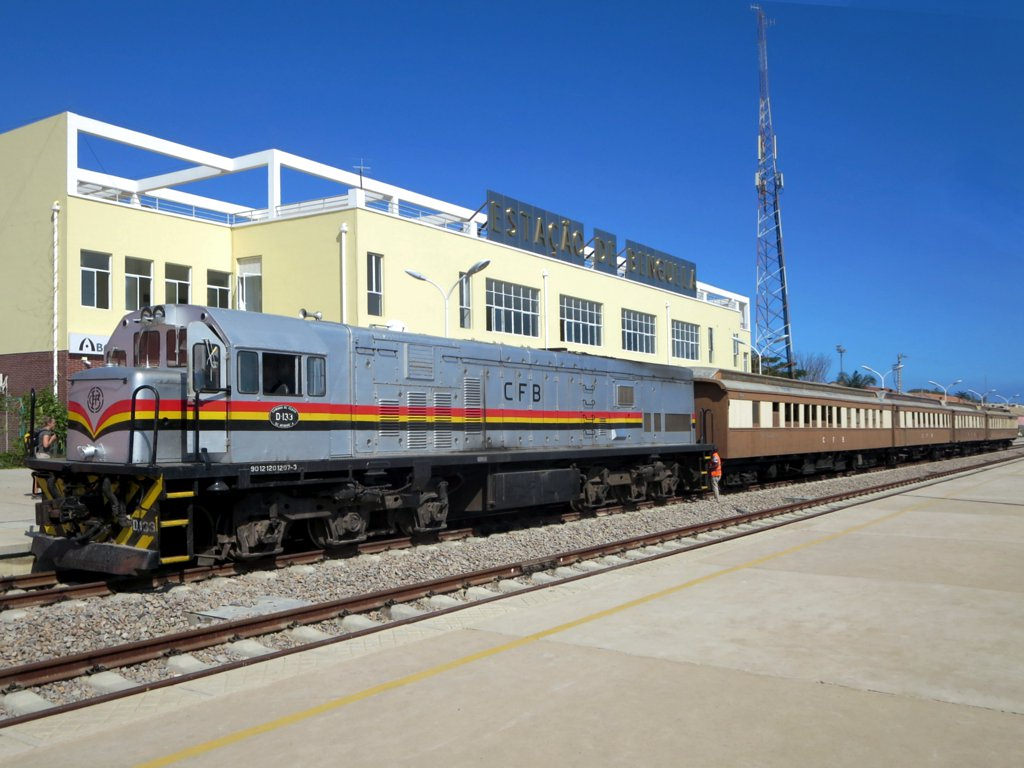
Gare de Benguela en 2015.

Les principales gares entre Lobito et Tenke sont:
- Gare de Lobito
- Gare de Benguela
- Gare de Cubal
- Gare de Caála
- Gare de Huambo
- Gare de Kuito
- Gare de Luena
- Gare de Luau
- Gare de Dilolo
- Gare de Divuma (Diongo)
- Gare de Kasaji
- Gare de Mutshatsha[16]
- Gare de Kolwezi
- Gare de Tenke